# ᴂ
Cette page contient des caractères spéciaux ou non latins. S’ils s’affichent mal (▯, ?, etc.), consultez la page d’aide Unicode.
Ne doit pas être confondu avec Schwa réfléchi dans l’a ‹ ꬱ ›.
ᴂ (uniquement en minuscule), appelé e dans l’a culbuté, est une lettre additionnelle de l’alphabet latin qui est utilisée dans l'alphabet phonétique ouralien ou la transcription phonétique Teuthonista. Elle est composée d’un e dans l’a culbuté à 180° ‹ æ › ou couché à 90° ‹ æ ›. Elle ne doit pas être confondu avec le schwa réfléchi dans l’a ‹ ꬱ ›. 

## Utilisation
Dans l’alphabet phonétique ouralien, e dans l’a culbuté ‹ ᴂ › est un symbole utilisé pour représenter une voyelle ouverte antérieure à la prononciation réduite, l’e dans l’a ‹ æ › représentant une voyelle ouverte antérieure et les voyelles culbutées (ou couchées à 90°) indiquant une prononciation réduite.
L’ae culbuté ‹ ᴂ › est utilisé comme symbole additionnel de l’alphabet dialectal suédois par Olof Gjerdman (sv) dans une étude des dialectes du Södermanland,.

## Représentations informatiques
Le e dans l’a culbuté peut être représenté avec les caractères Unicode (Extensions phonétiques) suivants :
| formes    | représentations | chaînes de caractères | points de code | descriptions                             |
| --------- | --------------- | --------------------- | -------------- | ---------------------------------------- |
| minuscule | ᴂ               | ᴂ                     | U+1D02         | lettre minuscule latine e dans l’a       |
| exposant  | ᵆ               | ᵆ                     | U+1D46         | lettre modificative minuscule e dans l’a |